# My Country
My Country è un cortometraggio muto del 1918. Il nome del regista non viene riportato.
Un cortometraggio di propaganda prodotto dalla Kalem per il Liberty Loan Committee, interpretato da John Costello.

## Produzione
Il film fu prodotto dalla Kalem Company per il Liberty Loan Committee.

## Distribuzione
Distribuito dalla General Film Company, il film uscì nelle sale cinematografiche USA nell'ottobre 1918.